# Gonzales (Texas)
Gonzales ist die Bezirkshauptstadt und Sitz der Countyverwaltung (County Seat) des Gonzales County im US-Bundesstaat Texas in den Vereinigten Staaten. Das U.S. Census Bureau hat bei der Volkszählung 2020 eine Einwohnerzahl von 7165 ermittelt.

## Geographie
Die 13,2 km² große Stadt liegt am Zusammenfluss des Guadelupe Rivers mit dem San Marcos River und den U.S. Highways 90, 97 und 183 nördlich des Countyzentrums im mittleren Südosten von Texas. Die Entfernung zum Golf von Mexiko beträgt 165 Kilometer.

## Geschichte
Gonzales wurde 1825 gegründet und ist eine der ersten afroamerikanischen Siedlungen in Texas. Gonzales war die erste Siedlung dieser Art westlich des texanischen Colorado Rivers. Benannt wurde der Ort nach Rafael Gonzales, Gouverneur von Coahuila und Texas. Im Juli 1826 wurde der Ort bei zwei Indianerangriffen zerstört und 1827 wieder aufgebaut. Nach der Schlacht von San Jacinto am 21. April 1836 fiel die Gegend an die Republik Texas, die 1837 das Gonzales County bildete. Das erste Postbüro wurde 1839 eröffnet.
1860, bei Ausbruch des Amerikanischen Bürgerkriegs, hatte die Stadt 1.703 Einwohner. Viele Männer des Ortes im wehrfähigen Alter traten in die Dienste der Armee der Konföderierten Staaten von Amerika.

## Demographische Daten
Nach der Volkszählung im Jahr 2000 lebten hier 7.202 Menschen in 2.571 Haushalten und 1.763 Familien. Die Bevölkerungsdichte betrug 545,2 Einwohner pro km². Ethnisch betrachtet setzte sich die Bevölkerung zusammen aus 62,95 % weißer Bevölkerung, 12,40 % Afroamerikanern, 0,74 % amerikanischen Ureinwohnern, 0,50 % Asiaten, 0,10 % Bewohnern aus dem pazifischen Inselraum und 21,15 % aus anderen ethnischen Gruppen. Etwa 2,17 % waren gemischter Abstammung und 46,13 % der Bevölkerung waren spanischer oder lateinamerikanischer Abstammung.
Von den 2.571 Haushalten hatten 36,0 % Kinder unter 18 Jahre, die im Haushalt lebten. 47,0 % davon waren verheiratete, zusammenlebende Paare. 15,7 % waren allein erziehende Mütter und 31,4 % waren keine Familien. 28,2 % aller Haushalte waren Singlehaushalte und in 16,5 % lebten Menschen, die 65 Jahre oder älter waren. Die Durchschnittshaushaltsgröße betrug 2,73 und die durchschnittliche Größe einer Familie belief sich auf 3,35 Personen.
29,7 % der Bevölkerung waren unter 18 Jahre alt, 9,6 % von 18 bis 24, 24,9 % von 25 bis 44, 18,7 % von 45 bis 64, und 17,0 % die 65 Jahre oder älter waren. Das Durchschnittsalter war 34 Jahre. Auf 100 weibliche Personen aller Altersgruppen kamen 91,4 männliche Personen. Auf 100 Frauen im Alter von 18 Jahren und darüber kamen 86,5 Männer.

Das jährliche Durchschnittseinkommen eines Haushalts betrug 27.226 USD, das Durchschnittseinkommen einer Familie 34.663 USD. Männer hatten ein Durchschnittseinkommen von 22.804 USD gegenüber den Frauen mit 18.217 USD. Das Prokopfeinkommen betrug 12.866 USD. 20,9 % der Bevölkerung und 14,8 % der Familien lebten unterhalb der Armutsgrenze. Davon waren 25,5 % Kinder und Jugendliche unter 18 Jahren und 23,0 % waren 65 oder älter.

## Söhne und Töchter der Stadt
- Jerry Hall (* 1956), US-amerikanisches Fotomodell
- Milton H. West (1888–1948), Politiker, Mitglied im US-Repräsentantenhaus